# Felipe Arizmendi Esquivel
Felipe Arizmendi Esquivel (Chiltepec, Coatepec Harinas, Estado de México, 1 de mayo de 1940) es un cardenal católico mexicano Obispo Emérito de la Diócesis de San Cristóbal de las Casas.

## Biografía

### Presbiterado
Se ordenó sacerdote, incardinándose en la Arquidiócesis de Toluca desde su ordenación en 1963 hasta su nombramiento episcopal.  

## Episcopado

### Obispo de Tapachula
El 7 de febrero de 1991, el Papa Juan Pablo II lo nombró V Obispo de la Diócesis de Tapachula.
Recibió su Consagración Episcopal el 7 de marzo de 1991, por el Arzobispo Girolamo Prigione.

### Obispo de San Cristóbal de Las Casas
El 31 de marzo de 2000, el Papa Juan Pablo II lo nombró XLV Obispo de la Diócesis de San Cristóbal de Las Casas, en Chiapas.
El 1 de mayo de 2015, presentó su renuncia por motivos de edad al Papa Francisco, siendo aceptada por éste el 3 de noviembre de 2017.
Desde entonces, trasladó su residencia a la Arquidiócesis de Toluca, mientras que ostenta el título de Obispo Emérito de la Diócesis de San Cristóbal de Las Casas.

## Cardenalato
El 25 de octubre de 2020 el Papa Francisco anunció su creación como Cardenal, proclamándolo en el Consistorio Ordinario Público del 28 de noviembre de 2020.